# (4400) Bagryana
(4400) Bagryana es un asteroide perteneciente al cinturón de asteroides, descubierto el 24 de agosto de 1985 por el equipo del Observatorio Astronómico Nacional de Rozhen desde el Observatorio Astronómico Nacional de Bulgaria, Smolyan, Bulgaria.

## Designación y nombre
Designado provisionalmente como 1985 QH4. Fue nombrado Bagryana en honor a la poetisa búlgara Elisaveta Bagrjana.

## Características orbitales
Bagryana está situado a una distancia media del Sol de 2,369 ua, pudiendo alejarse hasta 2,696 ua y acercarse hasta 2,042 ua. Su excentricidad es 0,138 y la inclinación orbital 4,381 grados. Emplea 1331 días en completar una órbita alrededor del Sol.

## Características físicas
La magnitud absoluta de Bagryana es 13,8. Tiene 5,373 km de diámetro y su albedo se estima en 0,185.